# كركستون (كامبريدجشير)
كرکستون (كامبريدجشير) (بالإنجليزية: Croxton, Cambridgeshire)‏ هي قرية و أبرشية مدنية تقع في المملكة المتحدة في إنجلترا. يقدر عدد سكانها بـ 163 نسمة .